# عبدالرحمن حلمی

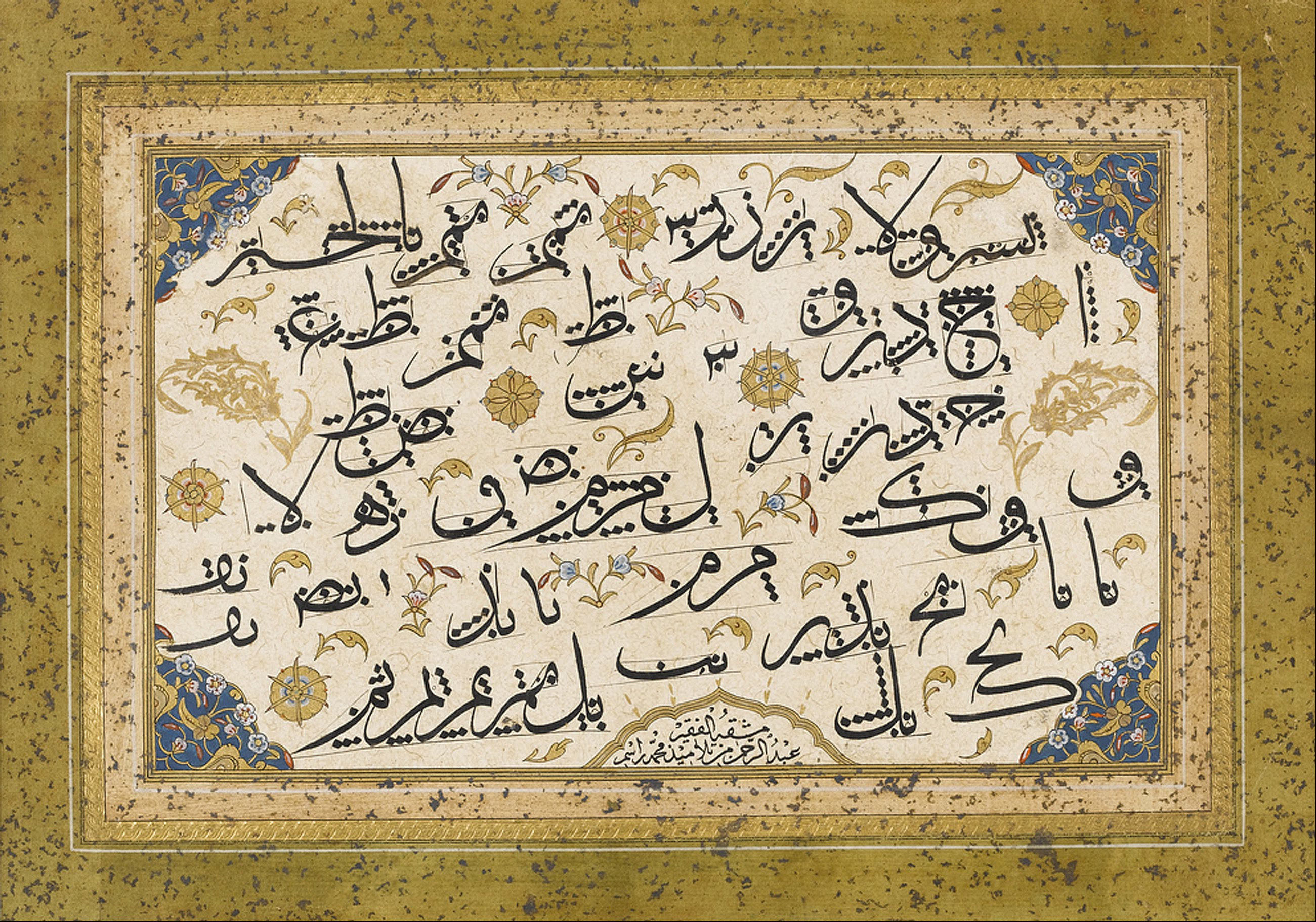
نمونه تمرین خطاطی تزئینی عبدالرحمن حلمی با جوهر، رنگ و طلا

عبدالرحمن حلمی (درگذشت ۱۸۰۵) خطاط و کاتب اهل ترکیه (عثمانی) بود. او شاگرد رسیم افندی (محمد راسم) (ایگریکاپی مهمت) بود. عبدالرحمن حلمی خطاط و کاتب مسلطی بود. او بیشتر عمر خود را به شاگردی و در مدرسه ایاصوفیه استانبول گذراند.